# Odontochodaeus maxillosus
Odontochodaeus maxillosus es una especie de coleóptero de la familia Ochodaeidae.

## Distribución geográfica
Se lo puede ubicar en Madagascar.